# 門田湖都
門田 湖都（もんた こと、2002年4月3日 - ）は、日本の女子バレーボール選手である。

## 来歴
広島県広島市出身。
広島市立可部中学校から父が監督を務める広島桜が丘高等学校に進学。在籍中はエース兼セッターとして2年連続でインターハイと春高バレーに出場。
筑波大学ではオポジットとして1年生から試合に出場。3年生で全日本大学選手権（全日本インカレ）での優勝を経験。2024年の全日本インカレでは同じく1年生から試合に出場していた主将の中村悠とともに連覇に貢献した。
2024年12月6日、SVリーグの群馬グリーンウイングスの内定選手として発表された。同月28日に追加登録選手として公示され、2025年1月18日のデンソーエアリービーズ戦でデビューとなった。群馬では主にリベロとして出場している。

## 受賞歴
- 2021年 - 秋季関東大学女子1部リーグ 新人賞[11]
- 2022年 - 春季関東大学女子1部リーグ スパイク賞[12]
- 2024年 - 東日本インカレ ベストスコアラー賞・スパイク賞[13]

## 所属チーム
- 広島市立可部中学校（2015-2018年）
- 広島桜が丘高等学校（2018-2021年）
- 筑波大学（2021-2025年）
- 群馬グリーンウイングス（2025年-）